# Milko Ðurovski
Milko Ðurovski (Macedonisch: Милко Ѓуровски) (Tetovo, 26 januari 1963) is een voormalig Macedonisch voetballer. Hij won met het Joegoslavisch voetbalelftal de bronzen medaille tijdens de Olympische Zomerspelen 1984.
In Nederland viel de spits op als speler van Partizan Belgrado tijdens de UEFA Cup-duels tegen FC Groningen in 1989. De ongeschoren en langharige Ðurovski stond tijdens de warming up in het Oosterparkstadion nog sigaretten te roken. Nadat hij zich snel had omgekleed speelde de "rookmagiër" FC Groningen zoek. In de twee wedstrijden scoorde hij driemaal.
Een jaar later vertrok hij van Partizan naar FC Groningen. In het Oosterparkstadion werd hij een publiekslieveling vanwege zijn klasse en onverwachte acties in het veld. Ook zijn excentrieke gedrag speelde mee in de totstandkoming van zijn populariteit bij de fans. Als er sneeuw lag op het trainingsveld verscheen hij op moonboots op de training, op warmere dagen werd hij vaak slapend onder de tribune aangetroffen. Daarnaast verkende hij ook op trainingskampen vaak het plaatselijke nachtleven. Zijn ongedisciplineerde gedrag deed hem uiteindelijk de das om. De club en zijn medespelers accepteerden niet langer dat "Milko de Magiër" misbruik maakte van zijn privileges.
Hij vormde een sterk aanvalsduo met Henny Meijer. In zijn eerste seizoen maakte hij de meeste indruk met 14 doelpunten en droeg ertoe bij dat Groningen een serieuze kandidaat voor de landstitel was, totdat vier ronden voor het einde blessures en schorsingen spelbrekers werden.
Ðurovski speelde uiteindelijk tot 1993 in Groningen. In 71 wedstrijden in de eredivisie scoorde hij 28 doelpunten. Daarna kwam hij korte tijd uit voor Cambuur Leeuwarden. Na zijn actieve loopbaan werd hij trainer in Bosnië en in Slovenië. Hij was ook scout voor SC Heerenveen. De journalist Paul Onkenhout heeft zijn eerste bundel columns genoemd naar een stuk dat hij over Ðurovski schreef, "Op zoek naar de Rookmagiër".
Zijn zoon Mario werd ook profvoetballer en was Macedonisch international.
| Interlands van Milko Ðurovski     | Interlands van Milko Ðurovski     | Interlands van Milko Ðurovski                | Interlands van Milko Ðurovski     | Interlands van Milko Ðurovski     | Interlands van Milko Ðurovski     |
| №                                 | Datum                             | Wedstrijd                                    | Uitslag                           | Competitie                        | Goals                             |
| Als speler van Rode Ster Belgrado | Als speler van Rode Ster Belgrado | Als speler van Rode Ster Belgrado            | Als speler van Rode Ster Belgrado | Als speler van Rode Ster Belgrado | Als speler van Rode Ster Belgrado |
| --------------------------------- | --------------------------------- | -------------------------------------------- | --------------------------------- | --------------------------------- | --------------------------------- |
| 1                                 | 31 maart 1984                     | Joegoslavië – Hongarije                      | 2 – 1                             | Oefeninterland                    | Goal                              |
| 2                                 | 27 maart 1985                     | Joegoslavië – Luxemburg                      | 1 – 0                             | WK-kwalificatie                   |                                   |
| 3                                 | 3 april 1985                      | Joegoslavië – Frankrijk                      | 0 – 0                             | WK-kwalificatie                   |                                   |
| 4                                 | 1 mei 1985                        | Luxemburg – Joegoslavië                      | 0 – 1                             | WK-kwalificatie                   |                                   |
| 5                                 | 1 juni 1985                       | Bulgarije – Joegoslavië                      | 2 – 1                             | WK-kwalificatie                   | Goal                              |
| 6                                 | 28 september 1985                 | Joegoslavië – Duitse Democratische Republiek | 1 – 2                             | WK-kwalificatie                   |                                   |
| Als speler van Branik Maribor     |                                   |                                              |                                   |                                   |                                   |
| 7                                 | 12 oktober 1994                   | Macedonië – Spanje                           | 0 – 2                             | EK-kwalificatie                   |                                   |
| 8                                 | 16 november 1994                  | België – Macedonië                           | 1 – 1                             | EK-kwalificatie                   |                                   |
| 9                                 | 17 december 1994                  | Macedonië – Cyprus                           | 3 – 0                             | EK-kwalificatie                   |                                   |

## Erelijst

### Rode Ster
Prva Liga1980/81, 1983/84
Joegoslavische voetbalbeker1981/82, 1984/85

### Partizan
Prva Liga1986/87
Joegoslavische Supercup1989

### Joegoslavië
Olympische Zomerspelen 1984